# Henri-Auguste De Bruyne
Henri-Auguste De Bruyne, né à Blankenberghe (Belgique) le 2 février 1868 et mort à Kasongo (État indépendant du Congo, aujourd'hui République démocratique du Congo) le 1er décembre 1892, est un sous-lieutenant de l'armée belge.

## Carrière
Après des études moyennes à l'Athénée de Bruges (Belgique), il suit les cours de l'École régimentaire et entre au 2e de ligne le 16 octobre 1886.
Le 1er janvier 1887, il obtient les galons de caporal et ceux de sergent le 1er avril 1888  Le 30 juin, il se propose volontaire pour partir au Congo, alors propriété personnelle du roi des Belges Léopold II, et s'embarque à Liverpool le 14 septembre 1889 sur le steamer Nubia pour rejoindre l'État indépendant du Congo dont le souverain, Léopold II, est aujourd'hui accusé de crimes d’Etat commis lors de la colonisation,.
À son arrivée à Boma, il est désigné pour le Lualaba, dans la zone dite arabe où il devient l'adjoint du résident à Bena Kamba, le commandant Lenger. Il arrive à destination le 19 février 1890.
L’histoire (se fondant sur le point de vue du colonisateur,) dit que le 8 juillet, Le Marinel apprend que le poste européen de Bena Kamba est exposé à un voisinage redoutable ; à environ six jours de marche se trouve le camp de guerre de l'Arabe Faki, fils de Mserera, sur la rive gauche du Lomami. Il juge alors prudent de supprimer le poste européen et fait descendre les deux blancs en pirogue jusqu'à Bangala. Mais, avant leur départ, Hinde, l'envoyé de la Société antiesclavagiste belge, arrive avec Ectors, le 2 novembre 1891 afin d'entrer en contact avec les Arabes du Lomami. Le 12 décembre, il rencontre, à Bena Kamba, De Bruyne à qui il remet un brevet de sous-lieutenant et l'ordre de rejoindre le résident à Kasongo, le lieutenant Lippens. Celui-ci, dans une lettre datée du 6 octobre avait informé Scheerlinck de son mauvais état de santé (dysenterie, d'hépatite, d'affection des reins et du cœur, et condamné à l'immobilité) et de l'insurrection de Sefu bin Hamid, fils de Tippo-Tip qui projette de s'attaquer aux force de Dhanis. Sefu est surtout vexé de la défection à sa cause du chef Gongo Lutete. Accompagné de 10 000 hommes armés de fusils et de sabres, il a quitté Kasongo pour Ikere, avec l'intention de passer la rivière et d'anéantir les forces de l'État, puis de s'emparer du pays qu'il considère comme lui appartenant. La seule chance de salut pour les Blancs, selon Sefu, est de lui livrer Gongo Lutete ou d'envoyer sa tête comme preuve de sa mort, et de quitter ensuite le pays. Au cas où ces deux conditions ne seraient pas remplies, Sefu traverserait le Lomami et attaquerait les Blancs. Il précise aussi qu'il est devenu son otage.
À la réception de cette lettre, le 22 octobre, Scheerlinck et Inde décident de se rendre jusqu'au Lomami pour y devancer les Arabes. Le 26 octobre, ils arrivent à Goia Moassa, au bord de la rivière, et y apprennent que Sefu est prêt pour la traversée. Le 29 octobre, De Bruyne envoie une autre missive conseillant d'éviter le combat contre Sefu, mais d'entamer des négociations. Le 14 novembre, il envoie une nouvelle lettre informant qu'il a obtenu de Sefu d'être envoyé en émissaire au bord de la rivière pour parlementer avec Scheerlinck et lui transmettre les propositions du chef arabe. L'entrevue a lieu le 15 novembre, vers 8 h et demie du matin. La conversation s'engage d'une rive à l'autre : Sefu l'a chargé de persuader les Blancs de lui rendre visite à Ikere avec une escorte d'une demi-douzaine d'hommes au plus. Certains de tomber dans un guet-apens, Scheerlinck et Hinde refusent l'offre, disant que Dhanis doit les rejoindre dans un jour ou deux et qu'ils n'ont pas pouvoir pour traiter avec Sefu. Ils tentent de convaincre De Bruyne que Lippens n'est certainement déjà plus en vie, et l'engagent à s'évader en traversant le Lomami à la nage, protégé par les soldats de l'État. De Bruyne refuse d'abandonner son chef dont il n'est pas sûr qu'il soit mort et promet, si celui-ci n'est plus, d'essayer de s'évader. Toutes les instances pour l'engager à se sauver immédiatement sont vaines.
Il retrouve Lippens vivant, mais à bout de forces. Pendant les jours suivants, les troupes de Sefu sont battues par celles de Dhanis. Une partie des Arabes vaincus se replient sur Kasongo et, en guise de représailles, tuent Lippens et De Bruyne, le 1er décembre 1892. Douze Arabes armés de couteaux inventent un prétexte pour rendre visite à Lippens dans sa résidence. Comme il refuse de sortir et de leur parler, ils disent qu'une grande bataille a eu lieu. Entendant cela, Lippens sort et pendant qu'il parle sur la véranda, ils le poignardent rapidement et sans bruit. Quelques-uns des meurtriers entrent dans la chambre voisine et trouvent De Bruyne en train d'écrire et le tuent avant qu'il n'apprenne la mort de son chef. Les mains des deux Belges sont coupées pour être envoyées à Sefu. Ils ne mutilent pas davantage le corps de Lippens, mais celui de De Bruyne est coupé en morceaux.
Sefu revient à Kasongo un ou deux jours plus tard et donne l'ordre de rassembler les débris des deux cadavres, de les enterrer devant la résidence et de surmonter la tombe d'un tertre. Dhanis apprend la mort tragique de ses deux compatriotes le 22 décembre  Lorsque, le 17 avril 1893, ses troupes victorieuses s'emparent de Kasongo, il se rend à la résidence de Lippens et De Bruyne et fait déterrer leurs corps. On fait des cercueils au moyen des volets et des portes de la résidence, le drapeau bleu à étoile d'or leur sert de linceul et on les inhume avec les honneurs militaires dans un caveau fait de briques sèches.
L'attitude de De Bruyne refusant de s'évader pour ne pas abandonner son chef a provoqué une profonde admiration. Blankenberge, la ville où il naquit, lui a élevé un monument sur la digue de mer. Ce monument a été détruit au cours de la guerre 1914-1918, mais réédifié en 1921. Une des artères de cette ville porte son nom et son portrait orne une salle du conseil communal.

## Sa famille
Son père, Auguste De Bruyne († 1921), se consacra pendant 44 ans à l'enseignement public. Il avait une sœur, Léontine († 1930), qui fut institutrice pendant 32 ans, et trois frères : Omer fut officier de marine au long cours et navigua pendant 23 ans et, à la retraite, devint spécialiste en horticulture et botanique ; Charles, navigua lui aussi pendant de longues années et alla même au Congo au moment où Henri y était ; enfin, Émile, était naturaliste.

## Référence
1. ↑  Ward, Tony. "State crime in the heart of darkness." British Journal of Criminology 45, no. 4 (2005): 434-445. https://academic.oup.com/bjc/article-abstract/45/4/434/305407
2. ↑  Stanard, M.G., 2016. Belgian Empire. The Encyclopedia of Empire, p. 1-7. https://onlinelibrary.wiley.com/doi/abs/10.1002/9781118455074.wbeoe074
3. ↑  Vanthemsche, G., 2017. La Belgique et le Congo (1885-1980): L'impact de la colonie sur la métropole. Le Cri.
4. ↑  Landmeters, R., 2018. La colonisation belge et les migrations en Belgique, est-ce aussi notre histoire?. Dans: Journée d'histoire belge des migrations. Table ronde sur l'histoire des migrations et la migration dans l'enseignement. https://dial.uclouvain.be/pr/boreal/object/boreal:203796
5. 1 2  Inst. roy. colon. belge, , T. II, 195, col. 113-117